# P-поляризация
p-поляризация — одна из возможных поляризаций света, падающего на плоскую поверхность раздела двух сред. p-поляризация характеризуется тем, что вектор напряжённости электрического поля лежит в плоскости падения.
На границе раздела двух сред напряжённость электрического поля для p-поляризваного света имеет как тангенциальную, так и нормальную составляющую.
Другой возможной поляризацией света, падающего на плоскую границу раздела является s-поляризация.
Как и для s-поляризации, для p-поляризации выполняются законы преломления и отражения света: преломлённый и отражённый лучи лежат в плоскости падения, угол преломления определяется законом Снеллиуса, угол отражения равен углу падения, амплитуды отражённой и преломлённой волн, а также коэффициенты прохождения и отражение определяются формулами Френеля, которые в случае p-поляризации имеют несколько иной вид, чем для s-поляризации.
Для p-поляризации существует определённый угол падения (угол Брюстера), при котором свет полностью проходит в другую среду, не отражаясь от поверхности.